# Adam Joseph Emmert
Adam Joseph Emmert (Würzburg, 24 de desembre de 1765 - Viena, 11 d'abril de 1812) fou compositor i arxiver.
Va rebre les primeres lliçons musicals del seu pare, el qual era un músic amateur. A partir de 1788 va treballar al Gabinet de l'Arquebisbe de Salzburg (1798-1805), com arxiver. Va pertànyer al cercle de Joseph Haydn. Des de 1806 va ser un oficial de la cort i encarregat dels arxius judicials a Viena.

## Obres
- Don Silvio de Rosalva, òpera 1799;
- Tempesta, òpera, 1806), i nombroses obres d'església, música de cambra i piano, cançons sacres i seculars.